# Coupe des clubs champions européens de futsal 1998-1999
Navigation
1997-1998 1999-2000
La Coupe des champions de futsal 1998-1999 est la treizième édition de la Coupe des clubs champions européens de futsal. Le tournoi a lieu du 4 au 9 mai 1999 au Palais des sports Loujniki à Moscou et voit six clubs participer.
Favorite, l'équipe hôte du Dina Moscou atteint la finale pour la troisième fois consécutive, la quatrième en cinq ans. Face à la Lazio, champion d'Italie, les Russes remportent le titre continental pour la troisième fois de leur histoire. Le club moscovite assoit ainsi son rang de club le plus titré, étant le seul à remporter plus d'une fois la compétition.
L'attaquant russe Konstantin Eremenko est de nouveau sacré meilleur buteur, pour la cinquième édition consécutive. 

## Organisation

### Format
Le format est identique à l'édition précédente, à l'exception du retour match pour la troisième place. Il comprend toujours six équipes invitées qui s'affrontent d'abord dans une phase de groupes en tournoi toutes rondes. Les deux premiers de chacune des deux poules, s'affrontent en demi-finale croisées.

### Clubs participants
Six champions nationaux sont invités à la compétition.
| Équipe              | Qualification                  | Nbr participation | Dernière participation | Meilleur résultat   |
| ------------------- | ------------------------------ | ----------------- | ---------------------- | ------------------- |
| MFK Dina Moscou     | Champion de Russie             | 6e                | 1997-98                | vainqueur x2        |
| ZVK Ford Genk       | Champion de Belgique           | 3e                | 1997-98                | vainqueur (1987-88) |
| FC Mikeska Ostrava  | Champion de République tchèque | 2e                | 1997-98                | 1er tour            |
| Lazio C5 Roma       | Champion d'Italie              | 1re               | -                      | -                   |
| ElPozo Murcia       | Champion d'Espagne             | 1re               | -                      | -                   |
| Promet-Orkan Zagreb | Champion de Croatie            | 1re               | -                      | -                   |

### Effectifs par équipe
| Club                | Joueurs | Entraîneur           |
| ------------------- | --- | -------------------- |
| MFK Dina Moscou     | Samokhin (it) , Eremenko, Verizhnikov (it), Alekberov (it), Abianov (it), Markin (it), Gorin (it), Zakerov, Bely (it), Tkachuk (it), Chugunov (it), Denisov (it)                        | Mikhaïl Bondarev     |
| Lazio C5 Roma       | Ripesi , Mariano Tallaferro, Graziano Gioia, Aurelio Bussu, Leonardo, Renato Fondi, Francesco Sordilli Ceccaroni, Alessio Musti, Paolo Minicucci, Luciano Coscarella, Filippo Feliziani |                      |
| Promet-Orkan Zagreb | Papes, Peric, Silic, Vulelija, Dervisagic, Vidicek, M. Mavrovic, Alebic, Tomicic, Malvasija, Jakovljevic                                                                                |                      |
| ElPozo Murcia       | Pepin, Pasqual, Paulo Roberto, Marcelo, Ayen Javi, Etienne, Pato, Nilo, Fran Espinosa, Fran Guzman, Vicentín (es), Ricardo                                                              | José Maria Ferrandez |
| FC Mikeska Ostrava  | Hulka, Stanilay Polzer, Milan Pompa, Tomash Hladik, Vladislav Bartoshek, Jaroslav Harushtak, Karel Vrabets, Tomash Sluka, Patrik Michkal, Roman Galach                                  |                      |
| ZVK Ford Genk       | Pans, Ivan Hechtermans, Mati Vandijk, Rashid Lamkharat, Fransis Laffosse, Rashid Ibrahimi, Alain Stehegemann, Mark Penders, Pasquale Cocco, Karkaje, Triggers                           |                      |

## Compétition

### Phase de groupes

#### Groupe A
Lors du dernier match de groupe, la Lazio perd contre Dina.
| Rang | Équipe              | Pts | J | G | N | P | Bp | Bc | Diff |
| ---- | ------------------- | --- | - | - | - | - | -- | -- | ---- |
| 1    | MFK Dina Moscou     | 6   | 2 | 2 | 0 | 0 | 10 | 2  | +8   |
| 2    | Lazio C5 Roma       | 3   | 2 | 1 | 0 | 1 | 5  | 6  | -1   |
| 3    | Promet-Orkan Zagreb | 0   | 2 | 0 | 0 | 2 | 4  | 11 | -7   |

| 4 mai 1999 | MFK Dina Moscou                                                       | 6 - 2 | Promet-Orkan                    |                                           |                                           |
|            | Veizhnikov 5e 15e · Alekberov 15e · Eremenko 24e 29e · Dervisagic 31e | (3-0) | 33e (csc) Alekberov · 37e Silic | Arbitrage : Pedro Galan & Eugeni Voitkovs | Arbitrage : Pedro Galan & Eugeni Voitkovs |

| 5 mai 1999 | Promet-Orkan               | 2 - 5   | Lazio C5 Roma                                                |                                            |                                            |
|            | Deervisagic 3e · Silic 15e | (2 - 1) | 4e 24e Feliziani · 37e Ceccaroni · 38e Musti · 39e Minicucci | Arbitrage : Perry Gautier & Antonin Herzog | Arbitrage : Perry Gautier & Antonin Herzog |

| 6 mai 1999 | MFK Dina Moscou                                 | 4 - 0   | Lazio C5 Roma |                                           |                                           |
|            | Tkachuk 9e · Eremenko 23e 29e · Markin (it) 39e | (1 - 0) |               | Arbitrage : Eugeni Voitkovs & Pedro Galan | Arbitrage : Eugeni Voitkovs & Pedro Galan |

#### Groupe B
| Rang | Équipe             | Pts | J | G | N | P | Bp | Bc | Diff |
| ---- | ------------------ | --- | - | - | - | - | -- | -- | ---- |
| 1    | ElPozo Murcia      | 6   | 2 | 2 | 0 | 0 | 7  | 2  | +5   |
| 2    | FC Mikeska Ostrava | 3   | 2 | 1 | 0 | 1 | 5  | 5  | 0    |
| 3    | ZVK Ford Genk      | 0   | 2 | 0 | 0 | 2 | 0  | 5  | -5   |

| 4 mai 1999 | ZVK Ford Genk | 0 - 2   | ElPozo Murcia |                                             |                                             |
|            |               | (0 - 1) | 11e 32e Nilo  | Arbitrage : Alexey Selikov & Juni Bogomolov | Arbitrage : Alexey Selikov & Juni Bogomolov |

| 5 mai 1999 | Mikeska Ostrava                     | 3 - 0   | ZVK Ford Genk |                                            |                                            |
|            | Pompa 12e · Hladik 28e · Polzer 37e | (1 - 0) |               | Arbitrage : Ercole Vescio & Alexey Selikov | Arbitrage : Ercole Vescio & Alexey Selikov |

| 6 mai 1999 | ElPozo Murcia                                               | 5 - 2   | Mikeska Ostrava         |                                            |                                            |
|            | Paulo Roberto 1re 39e · Fran Espinosa 14e 37e · Etienne 22e | (2 - 1) | 3e Bartosek · 39e Sluka | Arbitrage : Ercole Vescio & Yury Bogomolov | Arbitrage : Ercole Vescio & Yury Bogomolov |

### Phase finale

#### Tableau
|  | Demi-finales            | Demi-finales  |                        |   | Finale     | Finale     |
|  | Demi-finales            | Demi-finales  |                        |   | Finale     | Finale     |
|  |                         |               |                        |   |            |            |
|  | 8 mai 1999              | 8 mai 1999    |                        |   | 9 mai 1999 | 9 mai 1999 |
|  | 8 mai 1999              | 8 mai 1999    |                        |   | 9 mai 1999 | 9 mai 1999 |
|  | A1 - MFK Dina Moscou    | 8             |                        |   | 9 mai 1999 | 9 mai 1999 |
|  | A1 - MFK Dina Moscou    | 8             |                        |   | 9 mai 1999 | 9 mai 1999 |
|  | B2 - FC Mikeska Ostrava | 2             |                        |   | 9 mai 1999 | 9 mai 1999 |
|  | B2 - FC Mikeska Ostrava | 2             | MFK Dina Moscou        | 2 |            |            |
|  |                         |               | MFK Dina Moscou        | 2 |            |            |
|  |                         | Lazio C5 Roma | 1                      |   |            |            |
|  | B1 - ElPozo Murcia      | Lazio C5 Roma | 1                      | 2 |            |            |
|  | B1 - ElPozo Murcia      |               |                        | 2 |            |            |
|  | A2 - Lazio C5 Roma      | 3             |                        |   |            |            |
|  | A2 - Lazio C5 Roma      | 3             | Match pour la 3e place |   |            |            |
|  |                         |               |                        |   |            |            |
|  |                         |               |                        |   |            |            |
|  |                         |               |                        |   |            |            |
|  | ElPozo Murcia           | 8             |                        |   |            |            |
|  | ElPozo Murcia           | 8             |                        |   |            |            |
|  | FC Mikeska Ostrava      | 4             |                        |   |            |            |
|  | FC Mikeska Ostrava      | 4             |                        |   |            |            |

#### Demi-finales
Après six minutes de jeu, Konstantin Eremenko ouvre le score sur une erreur du gardien tchèques Hulk. Le leader des attaques de Dina marque deux autres buts avec des tirs puissants sous la barre transversale. A la mi-temps, le score est de 0:6. En seconde période, les hôtes du tournoi ralentissent et les gardiens du Dina, Samokhin et Denisov, remportent plusieurs duels. Le Dina alourdit le score avec deux autres buts.
| 4 mai 1999 | MFK Dina Moscou                                                                             | 8 - 0   | FC Mikeska Ostrava |                                         |                                         |
|            | Eremenko 6e 9e 20e · Veizhnikov 6e 13e · Markin (it) 20e · Bely (it) 36e · Abianov (it) 40e | (6 - 0) |                    | Arbitrage : Perry Gautier & Pedro Galan | Arbitrage : Perry Gautier & Pedro Galan |

En demi-finale, la Lazio mène 2:0 à la fin de la première mi-temps contre les Espagnols d'El Pozo Murcia. Ces derniers monopolisent le ballon, jouent lentement et réduisent l'écart d'un but à la toute fin de la mi-temps. En début de seconde période, les Italiens marquent un troisième fois en contre-attaque par Coscarella. Dans les dernières minutes du match, les Espagnols marquent par Paulo Roberto avant d'étouffer la Lazio. En deux minutes, Nilo échoue sur deux occasions de but, puis Paulo Roberto frappe sur la barre transversale. Le remplacement du gardien de but par un cinquième joueur de champ ne permet pas aux espagnols d'égaliser. La défense de la Lazio tient bon face au El Pozo Murcia et le duel attendu en finale entre les deux vainqueurs de groupe ElPozo-Dina Moscou n'a pas lieu.
| 6 mai 1999 | ElPozo Murcia         | 2 - 3   | Lazio C5 Roma                                 |                                             |                                             |
|            | Paulo Roberto 19e 35e | (1 - 2) | 4e Minicucci · 18e Ceccaroni · 26e Coscarella | Arbitrage : Alexey Selikov & Antonin Herzog | Arbitrage : Alexey Selikov & Antonin Herzog |

#### Match pour la3eplace
| 9 mai 1999 | ElPozo Murcia                                                                | 8 – 4   | FC Mikeska Ostrava                       |                                            |                                            |
|            | Nilo 1re 2e 36e · Marcelo 8e · Paulo Roberto 15e 32e · Vicentín (es) 21e 26e | (4 – 3) | 2e 20e Bartosek · 11e Pompa · 36e Hladik | Arbitrage : Yury Bogomolov & Ercole Vescio | Arbitrage : Yury Bogomolov & Ercole Vescio |

#### Finale
Dans cette finale redite de la phase de groupe, le Dina Moscou et la Lazio se neutralisent durant la première mi-temps. Les Italiens pensent avant tout à bien défendre, ne comptant que sur une initiative offensive de son brésilien Leonardo. En seconde période, les joueurs de la Lazio fatiguent et commettent des fautes. Au milieu de la mi-temps, ils ont déjà commis cinq fautes, et se retrouvent à la merci d'un tir de pénalité de 12 mètres. Eremenko finit par ouvrir le score sur un frappe déviée. Mais la joie des hôtes est de courte durée car Leonardo égalise sur coup franc aussi dévié. Tkachuk (it) finit par offrir la victoire aux locaux.
| 9 mai 1999 | MFK Dina Moscou                 | 2 – 1   | Lazio C5 Roma |                                             |                                             |
| 15h00      | Eremenko 33e · Tkachuk (it) 37e | (0 – 0) | 34e Leonardo  | Arbitrage : Evgeny Vojtkovs & Perry Gautier | Arbitrage : Evgeny Vojtkovs & Perry Gautier |